# Signeta
Signeta là một chi bướm ngày thuộc họ Bướm nâu.

## Các loài
- Signeta flammeata Butler, 1882
- Signeta tymbophora Meyrick & Lower, 1902